# Gammalkils socken
Gammalkils socken i Östergötland ingick i Valkebo härad, ingår sedan 1971 i Linköpings kommun och motsvarar från 2016 Gammalkils distrikt.
Socknens areal är 61,87 kvadratkilometer, varav 59,62 land. År 2000 fanns här 670 invånare. Kyrkbyn  Gammalkil med sockenkyrkan Gammalkils kyrka ligger i socknen. 

## Administrativ historik
Gammalkils socken har medeltida ursprung och ur socknen utbröts under medeltiden Nykils socken. 9 januari 1736 utbröts delar av socknen till den då nybildade Ulrika socken, som enligt Kungligt brev 1819 kompletterade med överföring av 1/2 mantal Bäck.
Vid kommunreformen 1862 övergick socknens ansvar för de kyrkliga frågorna till Gammalkils församling och för de borgerliga frågorna till Gammalkils landskommun. Landskommunen inkorporerades 1952 i Södra Valkebo landskommun och ingår sedan 1971 i Linköpings kommun. Församlingen uppgick 2010 i Nykil-Gammalkils församling.
1 januari 2016 inrättades distriktet Gammalkil, med samma omfattning som församlingen hade 1999/2000.  
Socknen har tillhört samma fögderier och domsagor som Valkebo härad.  De indelta soldaterna tillhörde  Första livgrenadjärregementet och Andra livgrenadjärregementet, Vifolka kompani.

## Geografi
Gammalkils socken ligger sydost om Mjölby. Socknen består av en del av den här kuperade Östgötaslätten i norr och skogsbygd med sankmarker i söder.

## Fornlämningar

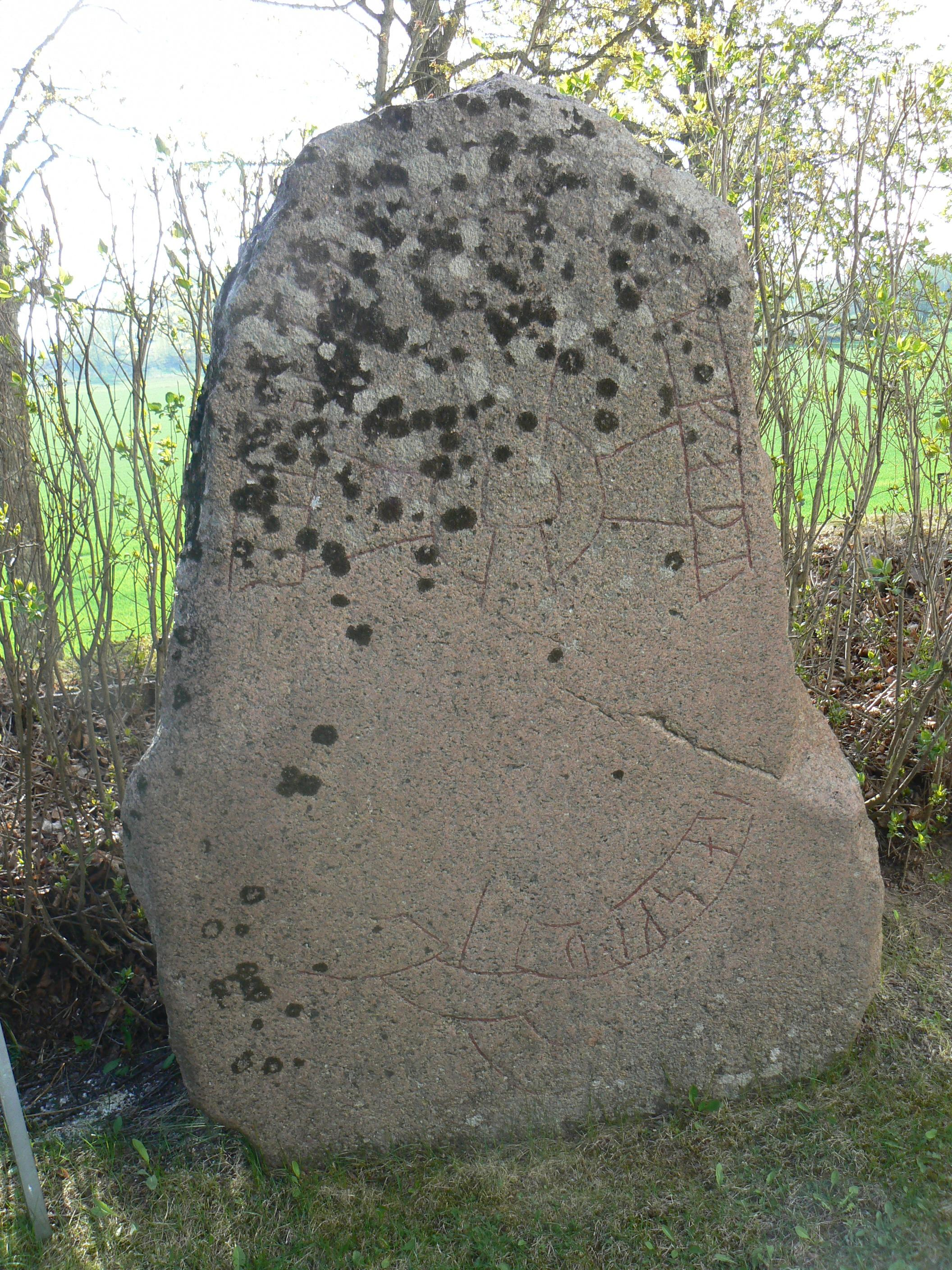
Östergötlands runinskrifter 180

Kända från socknen är spridda stensättningar och stensträngar samt 12 gravfält och två fornborgar från järnåldern. En runristning återfinns i kyrkan.

## Namnet
Namnet (1352, Gambla Kiil) erinrar att ur socknen utbröts under medeltiden Nykils socken. Ordet kil syftar på en kilformad terräng eller ägoformation, sannolikt en utskjutande höjdsträckning vid kyrkan.

### Fotnoter
1. 1 2  Svensk Uppslagsbok andra upplagan 1947–1955: Gammalkil socken
2. 1 2  Harlén, Hans; Harlén Eivy (2003). Sverige från A till Ö: geografisk-historisk uppslagsbok. Stockholm: Kommentus. Libris 9337075. ISBN 91-7345-139-8
3. ↑  ”Församlingar”. Statistiska centralbyrån. https://www.scb.se/hitta-statistik/regional-statistik-och-kartor/regionala-indelningar/forsamlingar/. Läst 30 december 2022.
4. ↑  Administrativ historik för Gammalkil socken (Klicka på församlingsposten). Källa: Nationella arkivdatabasen, Riksarkivet.
5. 1 2  Sjögren, Otto (1931). Sverige geografisk beskrivning del 2 Östergötlands, Jönköpings, Kronobergs, Kalmar och Gotlands län. Stockholm: Wahlström & Widstrand. Libris 9939
6. 1 2  Nationalencyklopedin
7. ↑  Fornlämningar, Statens historiska museum: Gammalkils socken
8. ↑  Fornminnesregistret, Riksantikvarieämbetet: Gammalkils socken Fornminnen i socknen erhålls på kartan genom att skriva in sockennamn (utan "socken") i "Ange geografiskt område"
9. ↑  Mats Wahlberg, red (2003). Svenskt ortnamnslexikon. Uppsala: Institutet för språk och folkminnen. Libris 8998039. ISBN 91-7229-020-X. https://isof.diva-portal.org/smash/get/diva2:1175717/FULLTEXT02.pdf